# Testamentair bewind

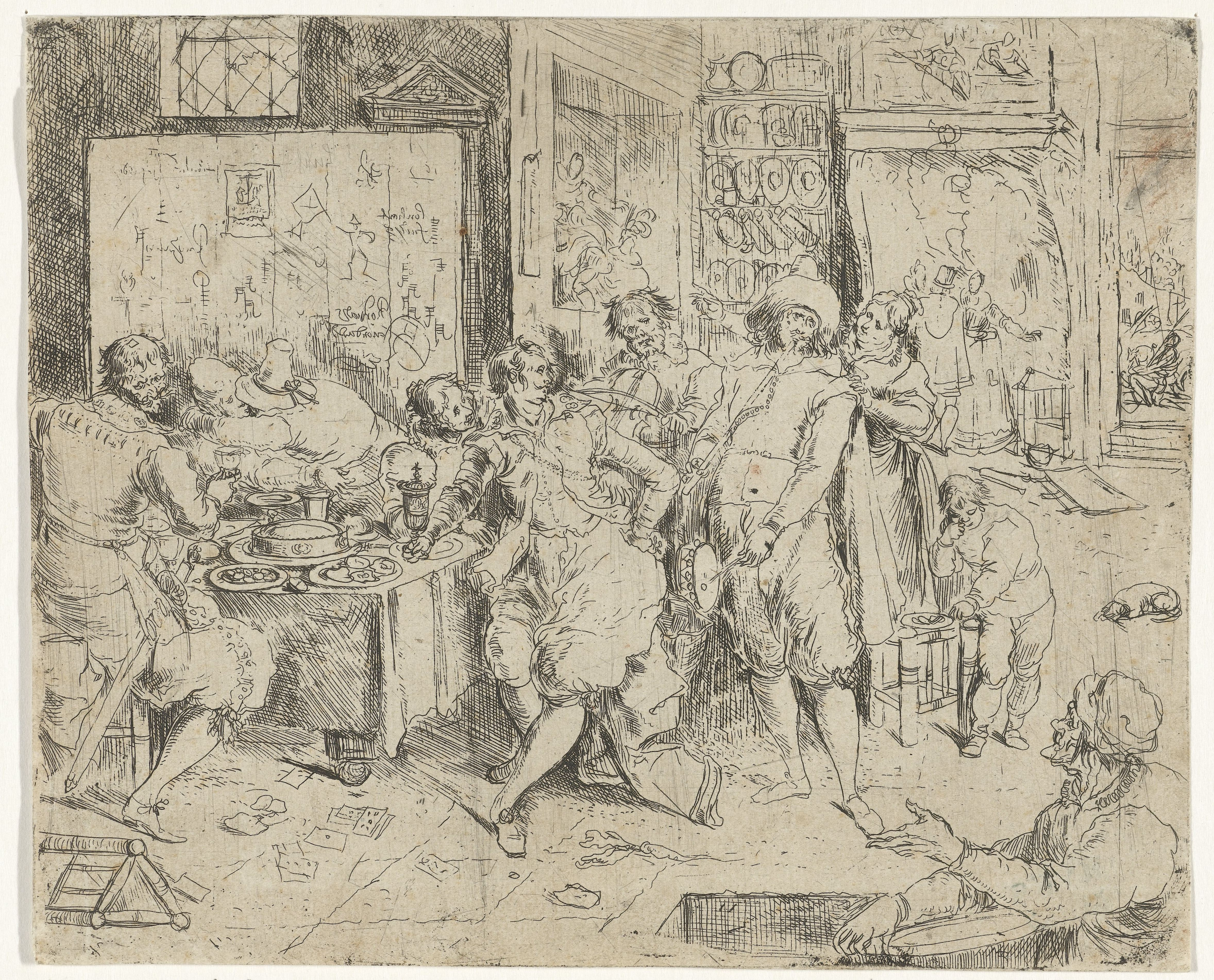
De verloren zoon verkwist zijn erfenis - Frans Francken (1617-1667)

Testamentair bewind is een rechtsfiguur uit het Nederlands erfrecht waarmee een persoon bij testament een bewind kan instellen over na te laten vermogen om er voor te zorgen dat goederen van de nalatenschap na overlijden op een verstandige manier worden beheerd gedurende een bepaalde periode. Het is een uitzonderlijke vorm van bewind omdat deze maatregel niet door een rechter wordt ingesteld in het algemeen belang; het is een uiterste wilsbeschikking op grond waarvan een of meer erfgenamen de nalatenschap verkrijgen met verbintenisrechtelijke beperkingen op hun eigendomsrechten zoals wettelijk bepaald voor de ingestelde bewindsvorm. Het bewind geldt uitsluitend de goederen, niet de erfgenamen.
Anders dan bij de testamentair executeur, wordt hier geen persoon benoemd maar een bewind ingesteld, een (rechts)persoon die het bewind gaat uitvoeren, de testamentair bewindvoerder, is daar stilzwijgend bij inbegrepen. Als bij testament een bewind wordt ingesteld kan de testamentmaker zelf een bewindvoerder aanwijzen, maar dat kan ook na overlijden door de kantonrechter worden gedaan, op verzoek van belanghebbenden.
De regeling van het testamentair bewind is opgenomen in boek 4, afdeling 7 van het Burgerlijk Wetboek (artikelen 153-181). Het beroepsmatig aanbieden van diensten als testamentair bewindvoerder vallen, voor zover ze individueel vermogensbeheer omvatten, onder de Wet op het financieel toezicht.
Het Belgisch erfrecht kent geen regeling voor het bewind, dat kent alleen de testamentuitvoerder. Binnen het Belgisch notariaat is wel de zogenaamde bewindsclausule ontwikkeld en jarenlang in testamenten gebruikt, maar deze is in 2022 door het Hof van Beroep van Antwerpen nietig verklaard wegens strijd met fundamentele rechtsbeginselen en de openbare orde.

## Bewindsvormen
De wet kent drie vormen van testamentair bewind die erflater kan combineren:
- bewind in het belang van een rechthebbende, ofwel beschermingsbewind,
- bewind in het belang van een ander dan belanghebbende ofwel conflictbewind,
- bewind in een gemeenschappelijk belang.

Het beschermingsbewind onderscheidt zich van de andere twee vormen door verdergaande bevoegdheden van de bewindvoerder en bescherming van de onder bewind gestelde goederen tegen uitwinning door schuldeisers. Binnen de gekozen bewindsvorm kunnen de bevoegdheden en verplichtingen van de bewindvoerder bij testament nader worden geregeld, ze kunnen zowel ruimer als beperkter worden vastgesteld, aldus artikel 4:171 BW. Dit wetsartikel om de bevoegdheden van de bewindvoerder nader te regelen is echter geen uiterste wilsbeschikking. Bepalingen in een testament op grond daarvan, moeten daarom passen binnen de bij uiterste wilsbeschikking ingestelde bewindsvorm, ze hebben niet zelfstandig erfrechtelijk werking. Ze kunnen daarom geen verandering ten negatieve brengen in de bevoegdheden en verplichtingen van de erfgenamen voortvloeiend uit de wet en zulke bepalingen hebben juridisch geen invloed op de goederenrechtelijke positie van de erfgenamen als gezamenlijke eigenaar van de nalatenschap. Bepalingen in een testament die bevoegdheden of verplichtingen aan een bewindvoerder toekennen die buiten de bij uiterste wilsbeschikking ingestelde bewindsvorm gaan of strijdig zijn met fundamentele rechtsnormen, moeten voor nietig worden gehouden. De nietigheid moet met redengeving worden ingeroepen om werkzaam te zijn, dat kan vormvrij. Hebben niet alle belanghebbenden dezelfde mening over de nietigheid, kan de rechtbank om een oordeel worden gevraagd (verklaring voor recht).
Een bekende term uit de testamentenpraktijk en de estate planning is het afwikkelingsbewind. Dit bewind staat niet in de wet, het is een door het notariaat bedachte variant van het bewind in een gemeenschappelijk belang, het wordt ingesteld voor de duur van de afwikkeling van de nalatenschap, in het testament staan de nadere regels. Er bestaan notariële modelregelingen waarmee in een testament de benoeming van een beheersexecuteur wordt opgenomen en een bewind wordt ingesteld, de executeur wordt tevens aangewezen als afwikkelingsbewindvoerder en krijgt de buitenwettelijke bevoegdheid om zonder overleg, toestemming en medewerking van de erfgenamen de nalatenschap zelfstandig af te wikkelen en te verdelen. De modelregeling is ontworpen door een notaris en estate planner met de bedoeling de zeggenschap van erfgenamen bij de afwikkeling vergaand te beperken en rechten die hen krachtens de wet toekomen te doen verstikken. Als naam voor deze buitenwettelijke constructie bedacht hij driesterrenexecuteur of turbo-executeur. Vaak wordt de adviserend notaris, estate planner of beroepsmatig executeur in deze functie aangesteld. De bijzondere bevoegdheden voor de executeur uit deze modelregeling vallen in hun algemeenheid buiten de reikwijdte van de uiterste wilsbeschikking bewind in een gemeenschappelijk belang en hebben daarom in beginsel geen erfrechtelijke werking. Volgens de wet zijn bepalingen in een testament die niet binnen de reikwijdte van een uiterste wilsbeschikking vallen nietig, dit is in arresten van drie verschillende Gerechtshoven bevestigd. Verder bepaalt de wet dat een uiterste wilsbeschikking nietig is voor zover zij de strekking heeft personen te belemmeren in hun vrijheid om bevoegdheden uit te oefenen die hen krachtens het erfrecht toekomen (art. 4:4 lid 1 BW), bevestigd door de Hoge Raad.

## Bevoegdheden rechthebbenden
Bij overlijden zijn alle rechten en verplichtingen aan de nalatenschap van rechtswege overgegaan van overledene op de erfgenamen. Zij hebben daarom in beginsel de meeste vergaande bevoegdheden, waaronder de volledige zeggenschap, tenzij ze minderjarig zijn. Deze rechten zijn beschermd door het Europees grondrecht op een ongestoord genot van eigendom. Het staat daarom ter discussie of wilsbekwame meerderjarige erfgenamen bij testament rechtsgeldig beperkt kunnen worden in de uitoefening van deze rechten. Daarover is in Nederland nog geen rechtspraak, in België bepaalde het Hof van Beroep Antwerpen in 2022 dat de regel van de principiële handelingsbekwaamheid van eenieder fundamenteel is en uitzonderingen op de handelingsbekwaamheid uitsluitend door de wetgever kunnen worden aangebracht en dan steeds limitatief geïnterpreteerd moeten worden.
Bij elke vorm van testamentair bewind blijven rechthebbenden naast de bewindvoerder zelfstandig bevoegd tot handelingen die dienen tot gewoon onderhoud van goederen die ze in gebruik hebben en tot handelingen die geen uitstel kunnen lijden (art. 4:166 BW). Bij bewind in het belang van een ander dan rechthebbende of in een gemeenschappelijk belang, hebben rechthebbenden alle bevoegdheden die deelgenoten hebben op grond van de regeling in Boek 3 BW, met name art. 3:170 en 190 e.v.. De Hoge Raad oordeelde in een arrest uit 2008 in deze zin, onder aanhaling van de wetsgeschiedenis. Dat betekent dat elke deelgenoot zelfstandig bevoegd is eenvoudige beheershandelingen in het klein dagelijks onderhoud te verrichten en handelingen die geen uitstel kunnen leiden (art. 3:170 lid 1 BW).

## Bevoegdheden en verplichtingen bewindvoerder
Is een bewind ingesteld, hoeft niet per se een bewindvoerder te worden aangewezen, deze maakt van rechtswege deel uit van het ingestelde bewind waarbij ook zijn bevoegdheden en verplichtingen zijn bepaald. Is bij testament een bewind ingesteld maar geen bewindvoerder aangewezen, kan een belanghebbende na overlijden de kantonrechter verzoeken een bewindvoerder te benoemen (art. 4:157 lid 1 BW).

### Taak: beheer goederen
Bewind betekent vóór alles: beheer, de hoofdtaak van de bewindvoerder is het beheren van het onder bewind gestelde. De handelingen die een bewindvoerder bevoegd kan  verrichten zijn afhankelijk van de ingestelde bewindsvorm, hetgeen onder bewind is gesteld en de beheersbekwaamheid van de rechthebbenden. Omvat het bewind een onderneming, vallen er meer feitelijk toegestane handelingen onder het beheer dan bij bewind over een vermogen dat uit spaarbrieven bestaat. Tot de normale taak van de bewindvoerder behoort het vermogen tegen risico's te beschermen of om het te vereffenen. De aard van het bewind beheerst de rechtsgevolgen, deze worden in de wettelijke regeling beschreven.
Afhankelijk van de vorm van bewind gelden verder verschillende rechten en verplichtingen voor bewindvoerder en rechthebbenden. De bevoegdheden en verplichtingen van een bewindvoerder kunnen bij testament individueel worden geregeld maar mogen niet buiten de grenzen van de bij uiterste wilsbeschikking ingestelde bewindsvorm gaan. Kern van de regeling is dat beheershandelingen over de onder bewind staande goederen waartoe de rechthebbenden alleen gezamenlijk bevoegd zijn, niet toekomt aan de rechthebbende(n), maar aan de bewindvoerder. Omgekeerd heeft de bewindvoerder bij bepaalde vormen van testamentair bewind toestemming van de rechthebbenden nodig. Onder beheer vallen alle handelingen die voor de normale exploitatie van het goed dienstig kunnen zijn als ook het aannemen van verschuldigde prestaties. Een testamentair bewindvoerder mag op grond van deze hoofdregel niet over het aan hem toevertrouwde vermogen beschikken, tenzij het binnen het kader van een zorgvuldig beheer noodzakelijk wordt geacht bepaalde beschikkingshandelingen te verrichten. Dat kan onder omstandigheden ook de verkoop van een woning zijn als dat nodig is om schulden te voldoen, of de verkoop van aandelen wanneer de koersen sterk dalen, dit wordt situatieve beschikkingsbevoegdheid genoemd, 'afhankelijk van de situatie in een bepaald geval'.

### Niet algemeen beschikkingsbevoegd
Wetgever wilde een erflater nadrukkelijk niet de mogelijkheid bieden bij testament een mandaat aan een derde te geven om te beslissen in geschillen tussen erfgenamen, legitimarissen en legatarissen, of om zelfstandig te kunnen beschikken bij problemen tijdens de verdeling. Dat zou ook in strijd zijn met het beginsel van verboden wilsdelegatie. Wetgever vond het onwenselijk  de gang naar de rechter hier uit te kunnen schakelen, in de woorden van de minister kan de testamentair bewindvoerder niet een figuur worden die alles mag en hij moet onder supervisie van de kantonrechter blijven staan.

### Bijzondere bevoegdheden bewindvoerder
Een testamentair bewindvoerder die het beheer over een onverdeelde boedel voert heeft twee bijzondere bevoegdheden die het mogelijk maken de afwikkeling en verdeling van een nalatenschap in een redelijk tempo af te handelen, ook als niet van alle erfgenamen de voor bepaalde rechtshandelingen vereiste toestemming kan worden verkregen. De meest vergaande is de bevoegdheid zelfstandig een vordering tot verdeling bij de rechter in te stellen zonder medewerking of toestemming van de erfgenamen, met een verdelingsvoorstel waarin zoveel mogelijk de standpunten en belangen van de erfgenamen en hun persoonlijke omstandigheden zijn aangegeven (art. 4:170 lid 1 BW). Deze bevoegdheid is normaal gesproken voorbehouden aan de deelgenoten. Daarnaast kan de testamentair bewindvoerder bij de kantonrechter een vervangende machtiging vragen een bepaalde beschikkingshandeling te verrichten als een erfgenaam de daarvoor benodigde toestemming op onredelijke gronden weigert of niet alle erfgenamen reageren of afwezig zijn (art. 4:169 lid 3 BW). Zo kan de instelling van een testamentair bewind er toe bijdragen dat ook bij meningsverschillen tussen erfgenamen of bij onderling tegenstrijdige belangen kan worden vereffend (voldoening van opeisbare schulden, legaten en testamentaire lasten) en verdeeld, twee belangrijke fasen in de afwikkeling van een nalatenschap.

#### Bewindvoerder mag niet zelfstandig verdelen
Een testamentair bewindvoerder mag zelf geen verdelingshandelingen verrichten, ook niet als dit bij testament is bepaald, een veelvoorkomend misverstand. Met uitzondering van de situatie waarin een verdelingshandeling noodzakelijk is voor een goed beheer van het onder bewind gestelde vermogen, bijvoorbeeld bij een testamentair beschermingsbewind. Andersluidende testamentaire bepalingen moeten voor nietig of vernietigbaar worden gehouden, de (ver)nietig(baar)heid moet door de rechthebbende(n) zo snel mogelijk worden ingeroepen. Handelingen van een bewindvoerder op basis van nietige testamentaire bepalingen zijn in beginsel onbevoegd gedaan, is een overeenkomst onbevoegd gesloten, ontbreekt een geldige titel. Aanstelling van een derde met de rol de erfenis naar eigen inzicht te verdelen druist ook in tegen een fundament van het testamentair erfrecht, dat de uiterste wil een strikt persoonlijke aangelegenheid van erflater is en niet kan worden overgelaten aan anderen.
Krachtens art. 4:4 BW mogen bepalingen in een testament er niet toe leiden dat erfgenamen bevoegdheden worden ontnomen die ze op grond van het erfrecht hebben, de Hoge Raad besliste dat aan testamentaire bepalingen die dat wel doen, slechts een beperkte werking kan worden toegekend. Een erflater die bij testament wettelijke regels van dwingend recht opzij zet wordt geacht misbruik te maken van de testeervrijheid. Testamentaire bepalingen, of beweegredenen daartoe, die in strijd zijn met de goede zeden of de openbare orde, zijn nietig (art.4:44 BW). 

### Beloning bewindvoerder
De wet geeft geen regels voor een beloning naar verrichte werkzaamheden. Wil een erflater afwijken van de wettelijke 1%-regeling, dan is het daarom noodzakelijk een duidelijke regeling op te nemen in het testament voor het te hanteren uurtarief en de manier waarop werkzaamheden gedeclareerd mogen worden bij de nalatenschap. Modeltestamenten regelen dat niet. Een bekende regel uit de vereffeningspraktijk is dat de werkzaamheden naar de mate van moeilijkheid zo tussen de bewindvoerder en kantoorpersoneel worden verdeeld dat tegen het laagst mogelijke tarief wordt gewerkt. In de jurisprudentie is de maatstaf ontwikkeld dat alleen in redelijkheid gemaakte kosten mogen worden gedeclareerd, deugdelijk gespecificeerd, die in verhouding staan tot de omvang en ingewikkeldheid van de nalatenschap. Kosten voor vermijdbaar werk mogen niet ten laste van de nalatenschap worden gebracht.

### Beroepseisen testamentair bewindvoerder
In Nederland zijn er geen algemene beroepseisen of kwaliteitsregels voor de professionele testamentair bewindvoerder, zoals bij de beschermingsbewindvoerder van boek 1 BW en het is geen beschermd beroep. Iedereen mag zich testamentair bewindvoerder, erfrechtspecialist of nalatenschapsjurist noemen en deze rol professioneel op zich nemen. Ook daarom hebben erfgenamen geen eenvoudige mogelijkheid op te komen tegen een bewindvoerder die zijn bevoegdheden te buiten gaat of zich onbetamelijk gedraagt. Wel is het mogelijk dat iemand uit een gereglementeerde beroepsgroep werkzaam is als bewindvoerder en zo aan regels van de beroepsgroep is gebonden, zoals een registeraccountant, advocaat of notaris.
Voorzover het beroepsmatig aanbieden van bewindvoering mede individueel vermogensbeheer omvat, wat bij testamentair bewind veelal het geval zal zijn, moet worden voldaan aan de regels van de Wet op het financieel toezicht (Wft), met eisen voor vakbekwaamheid. De aanbieders dienen over een vergunning te beschikken, consumenten kunnen dit nakijken in het Register financiele dienstverleners van de AFM.
Er zijn enkele instellingen die een opleiding van enkele dagen aanbieden gericht op de erfrechtelijke aspecten van de bewindvoering, waarna deelnemers zich soms met een officieel klinkend predicaat mogen tooien. In Duitsland is dat ook zo maar daar oordeelde het Bundesgerichtshof dat een theoretische opleiding niet voldoende is voor het voeren van een onderscheiding als gecertificeerd Testamentsvollstrecker, daarvoor is praktische kennis nodig die men zich alleen kan verwerven na veelvuldig als Testamentsvollstrecker te hebben gewerkt.

## Testamentair beschermingsbewind
Een testamentair bewind in het belang van een rechthebbende, heeft alle kenmerken van een zogenaamd beschermingsbewind. Het onderscheidt zich in beperkingen en werking van de andere twee testamentair bewindsvormen. De maatregelen van dit testamentair bewind zijn ontworpen voor de situatie waarin verwacht wordt dat een erfgenaam of legataris het bestuur over de goederen te zwaar zal vallen. Zo kan worden voorkomen dat een erfgenaam of legataris onverstandig omgaat met het nagelatene en het vermogen in korte tijd wegsmelt, door onvoldoende ervaring (bij minderjarigen), een verstandelijke beperking of een verslaving. Deze vorm van testamentair bewind wordt ingesteld in het belang en ten behoeve van een rechthebbende, in de woorden van wetgever ‘om een persoon die niet geschikt is om goederen te beheren of die spilziek is of met schulden overbelast tegen zichzelf of tegen zijn schuldeiser te beschermen'. Het is vergelijkbaar met het bewind geregeld in Titel 19, Boek 1 van het Burgerlijk Wetboek (art. 431 e.v.), de onderbewindstelling ter bescherming van meerderjarigen. Een testamentair beschermingsbewind kan worden ingesteld naast een Boek 1 BW bewind.
Volgens lagere rechtspraak heeft de testamentair bewindvoerder geen machtiging kantonrechter nodig voor een obligatoire beschikkingshandeling, als deze noodzakelijk wordt geacht voor een goed beheer van het vermogen, bijvoorbeeld verkoop van aandelen bij sterk dalende koersen. De testamentair bewindvoerder is daartoe op grond van de wet zelfstandig bevoegd, een voogd op de voet van een Boek 1 bewind niet.
Gebruikelijk is deze vorm van beschermingsbewind voor erfgenamen die de leeftijd van 23 jaar nog niet hebben bereikt, die lichamelijk of geestelijk niet in staat zijn de hen nagelaten goederen zelf te beheren of die (gok-)verslaafd zijn. De bevoegdheden van de bewindvoerder eindigen zoals bij testament bepaald, als de noodzaak voor de bewindvoering niet meer bestaat, of op vordering van rechthebbende wanneer vijf jaar zijn verstreken na overlijden.

### Bijzondere beperkingen rechthebbende, geen verhaalsmogelijkheid
Bij de strekking van dit bewind past, dat niet alleen het beheer van de goederen op de bewindvoerder overgaat, maar dat de rechthebbende ook overigens niet vrijelijk, dat wil zeggen buiten de bewindvoerder om, over de goederen mag beschikken. Deze bijzondere beperking op de rechten van erfgenaam of legataris geldt niet bij andere vormen van testamentair bewind.
Voorts geldt, en dat is een  bijzonderheid in het testamentaire en schenkingsbewind (zie Parl. Gesch. Boek 3., blz. 480, tweede alinea), dat deze goederen tijdens het bewind in beginsel niet vatbaar zijn voor verhaal van schulden, en zeker niet voor die welke op zichzelf niets met de goederen hebben te maken, bijvoorbeeld de kosten voor een wereldreis. Schuldeisers worden dus alleen beperkt in hun verhaalsmogelijkheid wanneer deze vorm van testamentair bewind is ingesteld (art. 4:175 BW).

## Conflictbewind
Dit bewind wordt ingesteld ten behoeve van een ander dan de rechthebbende of een ander en de rechthebbende, als er bijvoorbeeld tegengestelde belangen zijn. Hierbij kan worden gedacht aan een bewind dat wordt ingesteld over een vruchtgebruik of tweetrapsmaking. Bij de onder bewind staande goederen wordt bij keuzes in de bewindvoering ook het belang van een ander dan de rechthebbende betrokken. Deze bewindsvorm is een vreemde eend in de bijt van het vermogensrecht omdat deze kan worden ingesteld over vermogen waartoe bekwame meerderjarigen gerechtigd zijn, wat strijdig is met een van de basisbeginselen van het vermogens- en goederenrecht: eigendom is de meest vergaande bevoegdheid die men aan een goed kan hebben en kan contractueel niet worden ingeperkt.

## Bewind in gemeenschappelijk belang
Dit bewind wordt ingesteld om na overlijden beheer te kunnen laten voeren in een gemeenschappelijk belang. Een voorbeeld hiervan dat in de erfrechtelijke praktijk van het notariaat of de estate-planning graag wordt geadviseerd, niet in de laatste plaats om de adviseur of een kantoorgenoot met de functie te laten bekleden, is het afwikkelingsbewind. Dat kan worden ingesteld wanneer bij erflater het oogmerk bestaat een vlotte gang van zaken bij afwikkeling van de boedel te bevorderen (art. 4:153 e.v. jo art. 4:155 lid 4). Er geldt een maximum-termijn van vijf jaar. De erflater zal een afwikkelingsbewind kiezen wanneer het er om gaat een langduriger beheer van de nalatenschap te bewerkstelligen dan bij een executeur, die alleen de schulden afwikkelt, dat kan ook de fase van de verdeling beslaan. De bewindvoerder die werkt in een gemeenschappelijk belang kan niet zelfstandig handelen in situaties waar sprake is van tegenstrijdige belangen onder de erfgenamen, dan moet de rechter worden ingeschakeld. Rechthebbenden in een gemeenschappelijkbelang bewind kunnen in beginsel vrij hun gang gaan en kunnen over hun goederen beschikken onder handhaving van het bewind (art.4:167 BW). Ook deze bewindsvorm is een vreemde eend in de bijt van het vermogensrecht omdat het kan zijn ingesteld over vermogen waartoe (uitsluitend) bekwame meerderjarigen gerechtigd zijn, wat strijdig is met een van de basisbeginselen van het Nederlands vermogens- en goederenrecht: eigendom is de meest vergaande bevoegdheid die men aan een goed kan hebben. Het kan contractueel niet worden ingeperkt.
In België, waar het notariaat een bewind als testamentaire last gebruikt, oordeelde het Hof van Beroep Antwerpen in 2022 tot nietigheid van een bewindsclausule in een testament bij een nalatenschap met een meerderjarige bekwame rechthebbende. Meerderjarige bekwame erfgenamen dienen vrij en ongestoord over hun goederen in de nalatenschap te kunnen beschikken, de regel van de principiële handelingsbekwaamheid van eenieder is in het Belgisch rechtstelsel fundamenteel. Uitzonderingen op de handelingsbekwaamheid kunnen uitsluitend door de wetgever worden aangebracht (zie artikel 1123 oud B.W. België) en moeten ook steeds limitatief geïnterpreteerd worden, aldus de beroepsrechter. Het Belgisch erfrecht kent weliswaar andere regels dan het Nederlandse, maar in beide landen geldt het Europees grondrecht op een ongestoord genot van eigendom.

### Afwikkelingsbewind
In de notariële praktijk, onder estate planners en nalatenschapsbegeleiders wordt een modelregeling gebruikt die als doel heeft de erfgenamen monddood te maken en rechten die hen op grond van het erfrecht toekomen, te doen verstikken. Bij testament wordt dan bepaald dat de bewindvoerder ruimere bevoegdheden of minder ruime verplichtingen toekomen dan de wet kent, er staat dan meestal in het testament dat de bewindvoerder  zelfstandig beschikkingshandelingen kan verrichten in de verdeling van een nalatenschap zonder toestemming of tegen de wil van één of meer erfgenamen. De modelregeling berust niet op geldend recht, maar door een deeltijd professor erfbelasting wordt aangenomen dat de testamentaire bepalingen ooit door de rechter voor rechtsgeldig zullen kunnen worden gehouden, met als vertrekpunt de testeervrijheid van erflater. Op basis daarvan zou de zeggenschap over de nalatenschap van erflater ook na overlijden kunnen voortleven via een vertegenwoordiger die als een erfrechtelijke drie-sterren-generaal het commando voert over de afwikkeling.
Dat staat zo echter niet in de Nederlandse wet en was evenmin bedoeling van de wetgever. Een testamentair bewindvoerder kreeg de wettelijke bevoegdheid zelfstandig bij de rechter een vordering tot verdeling in te stellen (art. 4:170 lid 1 BW), ook kan de bewindvoerder bij ontbreken van toestemming van een erfgenaam voor een bepaalde beschikkingshandeling door de bewindvoerder, een vervangende machtiging bij de kantonrechter vragen (art. 4:169 lid 3 BW). Zo biedt het instellen van een testamentair bewind een bewindvoerder de mogelijkheid zelfstandig de verdeling te bewerkstelligen, maar beslissingen hierover legde de wetgever nadrukkelijk in de hand van de rechter, in een met waarborgen omklede wettelijk geregelde procedure. Wetgever had de bedoeling met artikel 4:171 BW een erflater de mogelijkheid te bieden bij testament de bevoegdheden en verplichtingen van de bewindvoerder binnen de gekozen bewindsvorm nader te regelen met het oog op de eigen nalatenschap en de eigen erfgenamen, dit is geen zelfstandige uiterste wilsbeschikking. Er kan niet worden afgeweken van dwingend recht en erfgenamen kunnen geen (eigendoms-)rechten worden ontnomen anders dan in het goederenrecht bepaald. De verplichting van de bewindvoerder voor beschikkingshandelingen toestemming van de erfgenamen te vragen, of vervangende toestemming van de kantonrechter, is van dwingend recht (art. 4:169 BW). Wetgever wilde nadrukkelijk niet de mogelijkheid bieden aan een erflater om bij testament naast de erfgenamen een derde persoon aan te kunnen stellen die meningsverschillen tussen erfgenamen zou kunnen beslechten of zelf beschikkingshandelingen zou kunnen verrichten in de verdeling.
In de rechtspraak zijn geen richtlijnen of normen ontwikkeld, bewindvoerder, erfgenamen en derden bevinden zich daarom in een onzekere rechtspositie wanneer een afwikkelingsbewindvoerder bevoegdheden gebruikt die alleen in het desbetreffende testament zijn genoemd maar niet door een wettelijke bepaling worden gedekt. De wet en de rechtspraak bieden geen specifieke regels ter bescherming van erfgenamen wanneer door een bewindvoerder gebruik wordt gemaakt van andere dan de wettelijke bevoegdheden.

#### Rechtsmiddelen erfgenaam
Een afwikkelingsbewindvoerder naar de modelregeling 'driesterrenexecuteur' krijgt erg veel bevoegdeden maar het model biedt geen passende controlemogelijkheden voor de erfgenamen. De bewindvoerder heeft echter een informatieplicht tegenover de rechthebbenden ten aanzien van de uitoefening van de taak, aan het begin kunnen erfgenamen inlichtingen vragen over borgen als aansprakelijkheidsverzekering, jaarstukken van het bedrijf van de afgelopen vijf jaar en een plan van aanpak. Ook bestaat de verplichting de boedel zo snel mogelijk te inventariseren en een boedelbeschrijving te maken met de waardes of taxatie van de waarde, bij inboedelgoederen taxatie van de waardevolle goederen. Wordt er niet of niet afdoende gereageerd, kan dat een gewichtige reden voor ontslag opleveren.
Als een erfgenaam het gebruikmaken van bepaalde bevoegdheden door de bewindvoerder niet accepteert dient in een vroeg stadium van de afwikkeling de nietigheid of vernietigbaarheid van de betreffende testamentaire bepalingen te worden ingeroepen. Dit kan ook bij notariële akte die in geval er registergoederen in de boedel zijn, bij het kadaster kan worden ingeschreven. Zo nodig moet de rechter om een beslissing over al dan niet rechtsgeldigheid worden gevraagd. 
Als de erfgenamen allen meerderjarig zijn en in staat vermogen te beheren, kan de kantonrechter worden verzocht het bewind op te heffen wegens strijd met het ongestoord genot van eigendom. De goede afwikkeling van een nalatenschap wordt niet beschouwd als van openbare orde, nationale wetgeving die deze beperkingen op het eigendomsrecht mogelijk maakt, moet in strijd worden geacht met het Europees Verdrag voor de Rechten van de Mens, eerste protocol art. 1.
Een bewindvoerder is aansprakelijk te houden voor schendingen van de algemene norm "zorg van een goed bewindvoerder" (art. 4:163 BW), maar met deze maatregel kan alleen materiële schade worden verhaald en in beperkte mate immateriële schade. Het biedt geen mogelijkheid goederen of zaken waarbij verknochtheid bestaat, of met emotionele waarde terug, te krijgen.

### Driesterrenexecuteur / turbo-executeur
De functie van afwikkelingsbewindvoerder wordt vaak gecombineerd met die van executeur, omdat een executeur enkele wettelijke bevoegdheden heeft die verder gaan dan een testamentair bewindvoerder en de testamentair bewindvoerder enkele die verder gaan dan de executeur. Voor deze persoon is door een notaris ooit de titel 'turbo-executeur' of 'driesterrenexecuteur' bedacht, maar juridisch bestaat een strikte scheiding tussen testamentair bewind (afdeling 5.7 Boek 4 BW) en executeurs (afdeling 5.6 Boek 4 BW), aldus ook de Procureur-Generaal bij het Parket van de Hoge Raad in 2023. De executeursbevoegdheden mogen niet worden gebruikt voor taken in de rol van (afwikkelings-)bewindvoerder en omgekeerd, een synthese van beide functies zoals door estate planner en professor erfbelasting Bernard Schols bepleit, is een oneigenlijk gebruik van de functies ten nadele van de rechtspositie van erfgenamen.

## Kritiek

### Ontbreken controlemechanismen
Belangrijk punt van kritiek op de Nederlandse wettelijke regeling voor testamentair bewind  is dat het om grote sommen geld kan gaan maar er geen praktisch hanteerbare controle-mechanismen zijn ingebouwd waarmee rechthebbenden op een relatief eenvoudige en effectieve manier handelingen van de bewindvoerder kunnen (laten) toetsen en bijsturen. Een bewindvoerder kan veelal een jaar z'n gang gaan en in die periode rechtshandelingen verrichten die achteraf mogelijk niet meer kunnen worden teruggedraaid. De aansprakelijkheidsregeling opent slechts de mogelijkheid tot  schadevergoeding, op uitspraak van een rechter, een erfgenaam krijgt daar in de regel niet de originele Rietveld-stoel of verkochte ouderlijke woning mee terug. Daarvoor moet sprake zijn van onbevoegd handelen, te bewijzen door de erfgenamen. Zo kan iemand het vertrouwen winnen van mensen die een testament willen opstellen onder het mom daarbij te kunnen adviseren om bijvoorbeeld belasting te besparen, zich als bewindvoerder in een testament laten benoemen en na overlijden goederen en zaken verkopen en daarbij een vorm van provisie bedingen, en een aanzienlijke som als loon uit de nalatenschap nemen. Of miljoenen verspelen voordat iemand dat merkt en de bewindvoerder effectief buitenspel kan worden gezet. Bijzonder hoogleraar Estate-Planning en professioneel estate planner De Leeuw stelt in haar promotieonderzoek uit 2020 voor, spelregels voor de beheerder op te stellen. Ook hoogleraren en wetenschappers van de Rijksuniversiteit Groningen pleiten voor betere rechtsbescherming en ontwierpen de tekst voor een wetsvoorstel. Erfrechtelijk auteur en belastingdeskundige Vegter wijst op de mogelijkheid van een regeling naar Duits recht: werkzaamheden van een bewindvoerder die niet passen binnen een bepaalde norm of maatstaf, zoals bij het testamentair bewind in een gemeenschappelijk belang de maatstaf  'gemeenschappelijk belang', worden geacht onbevoegd te zijn uitgevoerd. Professor Sucessiebelasting en professioneel adviseur estate planning Bernard Schols pleit er zonder enige nuancering tegen, hij streeft met zelf ontworpen en door het eigen bedrijf verkochte modelregelingen na, rechthebbenden elke vorm van zeggenschap verbonden aan hun eigendomsrechten aan de nalatenschap te ontnemen tijdens de afwikkeling en verdeling van hun erfenis en deze in handen te leggen van een 'erfrechtelijk driesterrengeneraal'. Deze lijn wordt vooral door Schols uitgedragen.

### Strijd met dwingend recht, fundamentale normen
Bepalingen in een testament die in strijd zijn met dwingend recht, bijvoorbeeld rechten verbonden aan de eigendom, zijn in beginsel nietig. Het Belgische Hof van Beroep Antwerpen oordeelde dat testamentair bewind voor een meerderjarige strijdig is met de fundamentele regel dat meerderjarige bekwame personen vrij en ongestoord over hun goederen kunnen beschikken, het Nederlands recht kent een vergelijkbaar uitgangspunt maar dit aspect was nog niet onder de rechter. Het Nederlands Hof 's-Hertogenbosch oordeelde dat meningsverschillen onder volwassen erfgenamen geen reden zijn een testamentair bewind in stand te laten, de reden die door de notaris wordt aangevoerd een testamentair bewind in te stellen.

## België, Frankrijk, Duitsland
Het beginsel van de hoogstperssonlijkheid van een testament en de daaruit vloeiende onmogelijkheid, dat na overlijden een van de erfgenamen of een derde eigendomsrechten over de erfenis zou kunnen uitoefenen, als het verrichten van verdelingshandelingen, kent men ook in het Belgische en Franse recht.
Het Belgische Hof van Beroep Antwerpen beantwoordde in 2022 de vraag bevestigend, of een bewindsclausule in een testament, vormgegeven als testamentaire last, voor een periode gedurende meerderjarigheid een verboden contractuele handelingsonbekwaamheid betekent. De regel van de principiële handelingsbekwaamheid van een ieder is in het Belgisch rechtstelsel fundamenteel en uitzonderingen daarop kunnen uitsluitend door de wetgever worden aangebracht. Meerderjarige bekwame personen vallen niet onder het toepassingsgebied van een wettelijke bewindsregel, zij dienen daarom vrij en ongestoord over hun goederen te kunnen beschikken, zonder hiervoor enige verantwoording te moeten afleggen. Wordt een erfgenaam met een dergelijke last geconfronteerd, kan uitvoering ervan om deze reden zonder negatieve gevolgen worden geweigerd.
Het Franse Hof van Cassatie wees de geldigheid van een testamentaire bepaling waarbij erflater zijn notaris opdroeg na overlijden een legaat over te maken aan een vertrouweling resoluut van de hand.
Het Duitse erfrecht kent daarentegen het systeem dat een erflater bij uiterste wilsbeschikking aanwijzingen mag geven voor de verdeling, de Teilungsanordnung en een derde mag aanstellen deze aanwijzingen uit te voeren, de Testamentsvollstrecker, deze voert de persoonlijke uiterste wil uit. Deze Duitse rechtsfiguur is vanwege de grote verschillen in de erfrechtelijke en burgerlijkrechtelijke systematiek niet vergelijkbaar met de Nederlandse testamentair bewindvoerder of executeur. De Duitse Testamentsvollstrecker heeft de wettelijke bevoegdheid bepalingen in een testament ten uitvoer te leggen als erflater dat heeft bepaald (§§ 2197 ff BGB) waaronder een onverdeelde boedel te verdelen, de Auseinandersetzung. Een erflater mag naar Duits recht bij uiterste wilsbeschikking een derde benoemen die een Testamentsvolstrecker kan aanwijzen (§ 2198 Abs. 1 BGB), maar deze mag alleen wensen van erflater zelf uitvoeren. Zijn alle erfgenamen het er niet mee eens, kunnen ze de rechter om een beslissing vragen. Er is bij wet een duidelijke maatstaf vastgelegd volgens welke de Testamentsvollstrecker of een (andere) derde moet werken, nach billigem Ermessen, enigszins vergelijkbaar met de Nederlandse norm naar redelijkheid en billijkheid. Verder gelden de regels voor de rechtsfiguur Treuhand, die het Nederlands recht niet kent. Wordt buiten deze normen gehandeld, kunnen erfgenamen ook naar de rechter.